# Kotówka (Łapanów)
Kotówka – część wsi Łapanów w Polsce położona w województwie małopolskim, w powiecie bocheńskim, w gminie Łapanów.
W latach 1975–1998 Kotówka należała administracyjnie do województwa tarnowskiego.